# Каплиця Матері Божої Цариці Польщі (Ренів)
Каплиця Матері Божої Цариці Польщі в Ренові — недіюча римсько-католицька церква в селі Ренові Тернопільської области України.

## Відомості
- 1905 — за ініціативою старости села Мацея Дайчака розпочато підготовку до будівництва (проєкт архітектора Лаврентія Дайчака; майстер Ставарський).
- 1908 — освячено новозбудовану святиню єпископом Владиславом Бандурським.
- 1915 — зруйнована під час Першої світової війни, а руїни використали для прокладання доріг.
- 1927 — Лаврентієм Дайчаком виконано проєкт відбудови.
- 1932—1938 — споруджено нову святиню під керівництвом майстра Антонія Гураля із Залізців (будівельне каміння надав Тадеуш Ценський), яку освятили 11 грудня 1938 р.

У радянський період каплиця використовувалася як складське приміщення. Нині — у стані руїни.